# سارجین
سارجین روستایی در دهستان زهان بخش زهان شهرستان زیرکوه استان خراسان جنوبی ایران است. بر پایه سرشماری عمومی نفوس و مسکن در سال ۱۳۹۰ جمعیت این روستا ۴۵۹ نفر (در ۱۱۷ خانوار) بوده است.